# Friedrich Wilhelm Grandhomme
Friedrich Wilhelm Grandhomme, né en 1834 et mort en 1907, est un médecin prussien pionnier de la médecine du travail.
Né à Usingen dans le duché de Nassau, il a étudié à Göttingen et Wurtzbourg. Il a été reçu docteur en médecine en 1860. Il a commencé en 1867 à travailler pour le groupe Hoechst en tant que consultant, et est devenu médecin du travail en 1874. Il est également le créateur du mot thymome.